# Mahagóni erszényesmókus
A mahagóni erszényesmókus (Petaurus gracilis) az emlősök (Mammalia) osztályának az erszényesek (Marsupialia) alosztályágához, ezen belül a diprotodontia rendjéhez és az erszényesmókus-félék (Petauridae) családjához tartozó faj.

## Megjelenése
Az állat fej-törzs-hossza 26 centiméter, farokhossza 35-40 centiméter, tömege 400 gramm. Háta szürkés, orrától a hátsó lábáig sötét csík húzódik. Hasa világosbarna vagy világosszürke. 
Repülőhártyája mahagónibarna színű, erről kapta a nevét is.
A hosszú, bozontos farokkal fogni nem igazán tud, de siklás közben evezőként használja irányváltoztatáshoz. A repülőhártya, vékony, szőrrel borított bőrréteg, amely a csuklótól a hátsó láb ujjízületéig húzódik, és lehetővé teszi a siklást. A repülőhártya helyzete az áramlási viszonyokhoz való alkalmazkodáskor és kormányzáskor változtatható. A nagy, kidülledő szemeivel jól lát éjszaka. A hímnek több szagmirigye van: egy-egy a homlokán, a mellkasán és a végbélnyílásánál.

## Elterjedése
Ausztrália endemikus faja. Csak Queensland egy kis körülhatárolt területén fordul elő.
Trópusi esőerdők és hegyvidéki erdők lakója.

## Életmódja
A mahagóni erszényesmókus éjszaka aktív és társas, legfeljebb 12 állatból álló csoportokban él. Tápláléka fák nedve, nektár, virágpor, rovarok és lárvák.